# Возрождение (фильм, 1937)
«Возрождение» (фр. Regain, по-русски известен также под названиями «Оживление» и «Прилив сил») — французский драматический фильм режиссёра Марселя Паньоля с Фернанделем, Оран Демази и Габриэлем Габрио в главных ролях, выпущенный в 1937 году по одноимённому роману 1930 года Жана Жионо. По итогам 1939 года признан лучшим зарубежным фильмом по версии Сообщества кинокритиков Нью-Йорка.

## Сюжет
В разрушенном селе Обиньян в Верхнем Провансе осталось только три жителя: старый кузнец Гобер, который собирается переехать к родным в город и там умереть, старая итальянка Мамеш и Пантюрль, великан с повадками орангутана. Чтобы село не вымерло окончательно, Мамеш отправляется на поиски девушки для Пантюрля, но по дороге умирает. Тем временем в село приходит бродячий точильщик Жедемюс со своей подругой Арсюлой. Прежде он спас девушку от рабочих, которые пытались её изнасиловать, однако теперь Жедемюс эксплуатирует Арсюлу, и она предпочитает остаться с Пантюрлем. Благодаря Арсюле Пантюрль набирается храбрости и засевает окружающую землю пшеницей. Вскоре Арсюла беременеет. По всем признакам можно надеяться на быстрое возрождение Обиньяна.

## В ролях
| Актёр           | Роль                    |
| --------------- | ----------------------- |
| Фернандель      | точильщик Юрбен Жедемюс |
| Габриэль Габрио | великан Пантюрль        |
| Оран Демази     | подруга Жедемюса Арсюла |
| Маргарит Морено | старая итальянка Мамеш  |
| Эдуар Дельмон   | кузнец Гобер            |
| Робер Ле Виган  | бригадир жандармов      |

## Производство
По сообщению Жака Лурселя, первоначально Паньоль собирался снимать фильм в той самой деревне Редортье, которая послужила источником вдохновения для романа Жионо, однако по причине её удалённости это оказалось затруднительным, и тогда натурные съёмки стали производиться на собственной земле Паньоля в Аллоше, наряду с павильонными съёмками в Марселе. Съёмки «Возрождения» проходили одновременно со съёмками другой ленты Паньоля, «Шпунц», с тем же актёрским составом.

## Оценки
В The New York Times о выходе ленты в американский прокат писал в 1939 году кинокритик Фрэнк Ньюджент. Согласно его сообщению показ фильма в Нью-Йорке был первоначально запрещён цензурой, поскольку Пантюрль и Арсюла, судя по всему, сожительствуют в деревне, не заключив официального брака; затем, однако, это решение, представляющееся критику абсурдным, было отменено надзорной инстанцией. Ньюджент характеризует «Возрождение» как «фильм совершенной ясности и великой доброты, столь трепетно сыгранный и столь сочувственно срежиссированный, что получилась не столько развлекательная работа, сколько свидетельство о человеческом достоинстве и о его гармонии с устройством мироздания» (англ. a testament to the dignity of man and to his consonance with the spinning of the spheres). Ряд технических недостатков картины, по мнению Ньюджента, могли быть связаны с тем, что перед показом в США она была перемонтирована на месте.
По мнению Георгия Адамовича, откликнувшегося на картину в газете «Последние новости», «Паньоль, пожалуй, не совсем справился с тем, что есть эпического в романе Жионо. <…> Драма у него получилась скорее бытовая — и в бытовых частях гораздо более убедительная, чем в символических»; Адамович также критически отнёсся к актёрскому ансамблю, указав на то, что шаржированная игра Фернанделя конфликтует с не слишком выразительной, но правдивой манерой Габрио.